# Campeonato de Ralis FPAK
El Campeonato de Ralis FPAK (CRFPAK), está organizado por la Federação Portuguesa de Automobilismo e Karting (FPAK), que se rige por la CDI.
El campeonato tan solo será efectivo si se realizan como mínimo cuatro pruebas del calendario.
La puntuación es de 25, 20, 17, 14, 12, 10, 8, 6, 4, 2. A partir del 11º posición, obtendrán 1 punto.

## Pruebas

### Calendario 2016
| Rally                            | Fecha                        |
| -------------------------------- | ---------------------------- |
| Rali de Gondomar                 | 1 - 2 de arbil de 2016       |
| Rali Serra da Lousã              | 7 - 8 de mayo de 2016        |
| Rali de Vinho do Dão             | 27 - 28 de mayo de 2016      |
| Rali de Monchique                | 11 - 12 de junio de 2016     |
| Rali de Vila Nova de Cerveira    | 9 - 10 de julio de 2016      |
| Rali Aguiar da Beira/Sernancelhe | 23 - 24 de julio de 2016     |
| Rali de Viana do Castelo         | 2 - 3 de septiembre de 2016  |
| Rali Serra do Açor               | 1 - 2 de octubre de 2016     |
| Rali Amarante / Baião            | 25 - 26 de noviembre de 2016 |